# Anaea xenippa
Anaea xenippa är en fjärilsart som beskrevs av Hall 1935. Anaea xenippa ingår i släktet Anaea och familjen praktfjärilar. Inga underarter finns listade i Catalogue of Life.